# Инта (муниципальный округ)
Инта — муниципальное образование со статусом муниципального округа (в 2005―2023 гг. — городского округа) в составе Республики Коми Российской Федерации.
Округ сформирован в границах административно-территориального образования город республиканского значения Инта с подчинённой ему территорией.
Административный центр — город Инта.
Город Инта и подчинённые его администрации населённые пункты относятся к районам Крайнего Севера.

## Население
| 2002    | 2009    | 2010    | 2011    | 2012    | 2013    | 2014    | 2015    | 2016    |
| ------- | ------- | ------- | ------- | ------- | ------- | ------- | ------- | ------- |
| 46 411  | ↘38 143 | ↘35 181 | ↘34 901 | ↘33 540 | ↘32 340 | ↘31 344 | ↘30 512 | ↘29 732 |
| 2017    | 2018    | 2019    | 2020    | 2021    | 2024    |         |         |         |
| ↘28 977 | ↘28 147 | ↘27 569 | ↘26 779 | ↘21 857 | ↘20 870 |         |         |         |

### Национальный состав
По переписи 2010 года: 
- Всего — 35181 чел.
- русские — 23204 чел. (72,6 %),
- коми — 3660 чел. (11,4 %),
- украинцы — 2419 чел. (7,6 %)
- татары — 578 чел. (1,8 %)
- белорусы — 432 чел. (1,4 %)
- указавшие национальность — 31978 чел. (100,0 %).

По итогам переписи населения 2020 года проживали следующие национальности (национальности менее 0,1 % и другое, см. в сноске к строке «Другие»):
| Национальность | Численность, чел. | Доля     |
| -------------- | ----------------- | -------- |
| Русские        | 13 225            | 60,51 %  |
| Коми           | 2123              | 9,71 %   |
| Украинцы       | 650               | 2,97 %   |
| Татары         | 177               | 0,81 %   |
| Белорусы       | 137               | 0,63 %   |
| Чуваши         | 75                | 0,34 %   |
| Марийцы        | 75                | 0,34 %   |
| Азербайджанцы  | 57                | 0,26 %   |
| Литовцы        | 55                | 0,25 %   |
| Лезгины        | 38                | 0,17 %   |
| Башкиры        | 34                | 0,16 %   |
| Мордва         | 32                | 0,15 %   |
| Удмурты        | 30                | 0,14 %   |
| Узбеки         | 26                | 0,12 %   |
| Немцы          | 25                | 0,11 %   |
| Другие         | 5098              | 23,33 %  |
| Итого          | 21 857            | 100,00 % |

### Урбанизация
Городское население (город Инта, пгт Верхняя Инта и Кожым) составляет 94,7 % от всего населения округа.

## Населённые пункты
В состав административно-территориального образования и округа входят 23 населённых пункта:
| №  | Населённый пункт | Тип населённого пункта | Население |
| -- | ---------------- | ---------------------- | --------- |
| 1  | Абезь            | деревня                | ↘117      |
| 2  | Абезь            | посёлок                | ↘478      |
| 3  | Адзьва           | деревня                | ↘0        |
| 4  | Адзьвавом        | село                   | 98        |
| 5  | Верхняя Инта     | пгт                    | ↘392      |
| 6  | Епа              | деревня                | 32        |
| 7  | Инта             | город                  | ↘19 372   |
| 8  | Кожым            | пгт                    | ↘0        |
| 9  | Кожымвом         | деревня                | 1         |
| 10 | Комаю            | посёлок                | ↘0        |
| 11 | Костюк           | посёлок                | ↘3        |
| 12 | Косьювом         | село                   | 176       |
| 13 | Кочмес           | посёлок                | ↘0        |
| 14 | Кочмес           | посёлок                | ↘46       |
| 15 | Лазурный         | посёлок                | ↘16       |
| 16 | Петрунь          | село                   | 439       |
| 17 | Роговая          | деревня                | 69        |
| 18 | Тошпи            | деревня                | 3         |
| 19 | Уса              | посёлок                | 6         |
| 20 | Фион             | посёлок                | 1         |
| 21 | Юсьтыдор         | посёлок                | 388       |
| 22 | Ягъёль           | деревня                | 25        |
| 23 | Ярпияг           | деревня                | 87        |

## Административно-территориальное устройство
Административно-территориальное устройство, статус и границы города республиканского значения Инты с подчиненной ему территорией установлены Законом Республики Коми от 6 марта 2006 года № 13-РЗ «Об административно-территориальном устройстве Республики Коми» Административно-территориальное образование включает семь административных территорий:
| № | Административная территория                                        | Административный центр | Населённые пункты                                                   | Количество населённых пунктов |
| - | ------------------------------------------------------------------ | ---------------------- | ------------------------------------------------------------------- | ----------------------------- |
| 1 | город республиканского значения Инта с прилегающей территорией     | город Инта             | город Инта, пст Юсьтыдор                                            | 2                             |
| 2 | посёлок городского типа Верхняя Инта с подчиненной ему территорией | пгт Верхняя Инта       | пгт Верхняя Инта, пст Кочмес                                        | 2                             |
| 3 | посёлок городского типа Кожым с подчиненной ему территорией        | пгт Кожым              | пгт Кожым, пст Комаю, пст Лазурный, д. Кожымвом                     | 4                             |
| 4 | посёлок сельского типа Абезь с подчиненной ему территорией         | пст Абезь              | пст Абезь, пст Уса, пст Фион, д. Абезь, д. Епа, д. Тошпи, д. Ярпияг | 7                             |
| 5 | село Адзьвавом с подчиненной ему территорией                       | с. Адзьвавом           | с. Адзьвавом, д. Адзьва                                             | 2                             |
| 6 | село Косьювом с подчиненной ему территорией                        | с. Косьювом            | с. Косьювом, пст Кочмес, д. Ягъёль                                  | 3                             |
| 7 | село Петрунь с подчиненной ему территорией                         | с. Петрунь             | с. Петрунь, пст Костюк, д. Роговая                                  | 3                             |

## Органы власти
Пост главы администрации города в 2003—2006 годах занимал Владимир Шахтин, отстраненный от деятельности за неисполнение решения суда о передаче жилых домов в посёлке Верхняя Инта на баланс города. Затем эту должность занимала Лариса Титовец, а затем — Владимир Киселёв, которого задержали в 2024 году.
Временно исполняющий обязанности главы города — Николаев Григорий Иванович.
Представительный орган городского самоуправления — городской совет. Состоит из 20 депутатов, избираемых населением города на выборах сроком на пять лет. Председатель совета — Василий Сидор.

## История
С 1953 до 1963 гг. существовал Интинский район с центром в рабочем посёлке (c 4 октября 1954 года — городе) Инта. 1 февраля 1963 года он стал городом республиканского подчинения, а район упразднён с переподчинением его территории Интинскому городскому совету.
В рамках организации местного самоуправления согласно Закону Республики Коми от 5 марта 2005 года «О территориальной организации местного самоуправления в Республике Коми», был образован городской округ Инта.
Законом от 24 апреля 2024 года городской округ был преобразован в муниципальный округ.